# Осати Хамагути
Осати Хамагути (яп. 濱口雄幸, новыми иероглифами 浜口雄幸; 1 мая 1870, Коти — 26 августа 1931, Токио) — японский политический и государственный деятель, премьер-министр Японии в 1929—1931 годах.

## Биография
Родился на территории нынешнего города Коти. После окончания Юридического колледжа при Токийском университете поступил на службу в Министерство финансов.
В 1915 году избирается в палату представителей парламента как член партии Кэнсэйкай.
Хамагути был министром финансов в первом и втором кабинетах Като Такааки в 1924—1925 годах, министром внутренних дел в кабинете Вакацуки Рэйдзиро (1926 год).
В 1927 году становится лидером партии Риккэн Минсэйто и в 1929 году премьер-министром.
14 ноября 1930 года Хамагути был ранен ультраправым террористом, оправиться от ранения он так и не смог. 30 апреля 1931 года он подал в отставку, а в августе умер.

## Награды
- 29.04.1931 — орден Цветов павловнии[4]
- 26.12.1910 — орден Священного сокровища 3 степени[5]
- 19.02.1916 — орден Священного сокровища 2 степени[6]
- 22.07.1926 — орден Священного сокровища 1 сепени[7]
- 10.11.1915 — памятная медаль в честь восшествия на престол императора Тайсё[8]
- 1.04.1916  — орден Восходящего солнца[9]
- 10.11.1928 — медаль «В память Восшествия на Престол Императора Сева»[10]
- 5.12.1930 — медаль «В ознаменование восстановления имперской столицы»[11]
- 1.08.1912 — медаль в память аннексии Кореи[12]